# Joseph Menges (Politiker)
Joseph Menges (* 15. Dezember 1821 in Limburg an der Lahn; † 8. Dezember 1877 ebenda) war ein deutscher Gutsbesitzer und Mitglied der zweiten Kammer der Landstände des Herzogtums Nassau.

## Leben
Joseph Menges wurde als Sohn des Bäckermeisters Nikolaus Menges (1782–1849) und dessen Ehefrau Anna Maria Mohr geboren. 
Als Gutsbesitzer übernahm er das Amt des Feldgerichtsschöffen. Die Feldgerichte hatten im Herzogtum Nassau, den Kompetenzen der Holzgerichte entsprechend, über Nutzungsrechte an Grundvermögen zu entscheiden. 
In den Gemeindebezirken, eine Verwaltungsorganisation unterhalb der Amtsebene, standen die Schultheißen zusammen mit den Feldgerichtsschöffen an der Spitze der Verwaltung. 
1860 erhielt er für den Wahlkreis IX Limburg als Nachfolger von Johann Georg Rau, der sein Amt 1859 niedergelegt hatte, ein Mandat für die zweite Kammer der Landstände des Herzogtums Hessen-Nassau. Menges nahm sein Mandat nicht an, so dass Peter Joseph Hammerschlag für ihn in das Parlament einzog.